# 尿道括約筋
尿道括約筋（にょうどうかつやくきん、Urethral sphincter）とは、会陰隔膜にある骨格筋で蓄尿と排尿に働いている。体性神経である陰部神経に支配される。女性の外尿道口はこの筋によって取り囲まれ保護される。
収縮（蓄尿）、弛緩（排尿）は陰部神経が行う。この尿道括約筋は解剖学での呼び方で生理学では外尿道括約筋という。
女子は尿道が短く直線的であるために男子よりも尿意括約筋の機能が劣る傾向にあるため、尿意が切迫しやすい。このため、男子よりも尿失禁しやすく、頻繁に排尿を行う傾向がある。